# مركز القانون البيئي الدولي
مركز القانون البيئي الدولي (بالإنجليزية:Center for International Environmental Law، يُعرف اختصارًا CIEL) هو مكتب قانوني بيئي للمصلحة العامة وغير ربحي تأسس في عام 1989 في الولايات المتحدة لتعزيز القانون والسياسات البيئية الدولية والمقارنة في جميع أنحاء العالم. من خلال مكاتبها في واشنطن العاصمة وجنيف، سويسرا، يوفر طاقم المركز من المحامين الدوليين الاستشارات القانونية والدعاوى، وبحوث السياسات وبناء القدرات في مجالات التنوع البيولوجي، والمواد الكيميائية، وتغير المناخ، وحقوق الإنسان والبيئة، والمؤسسات المالية الدولية، والقانون و المجتمعات، والتجارة والتنمية المستدامة.

## بيان المهمة
تتمثل مهمة المركز  في استخدام قوة القانون لحماية البيئة وتعزيز حقوق الإنسان وضمان مجتمع عادل ومستدام.

## حول المركز
دُمج المركز كمنظمة أمريكية غير ربحية صنفتها مصلحة الضرائب الأمريكية باعتبارها مؤسسة خيرية معفاة من الضرائب. يستوفي المركز معايير المساءلة العامة الصارمة للحملة الفيدرالية المشتركة للحكومة الفيدرالية، بما في ذلك عن طريق إجراء مراجعة سنوية؛ إكمال نموذج 990؛ ونشر تقرير سنوي متاح للجمهور. ويدير المركز مجلس أمناء من تسعة أشخاص يشرف على السياسات العامة والمالية وتشغيل المركز.
منذ عام 1989، لم يعمل المركز فقط لدعم المجتمعات والدفاع عن البيئة في مواجهة التهديدات التي تلوح في الأفق، ولكن لتغيير النظام نفسه الذي يؤدي إلى تلك التهديدات. كما يعمل بشكل خلاق لبناء الأدوات القانونية للتغيير التي ستكون فعالة ليس فقط لشركاء المركز وإنما للأشخاص الآخرين.

## الأهداف
رؤية المركز للعالم هي رؤية يعكس فيها القانون الترابط بين البشر والبيئة، ويحترم حدود الكوكب، ويحمي كرامة ومساواة كل شخص، ويشجع جميع سكان الأرض على العيش في توازن مع بعضهم البعض. يعزز المركز في كل جانب من جوانب عمله سيادة القانون، ويُعزز كذلك العمليات الشفافة والعادلة والمستدامة؛ والقوة الاقتصادية والسياسية المتوازنة التي تحمي حقوق المجتمعات والبيئة؛ والاندماج الديمقراطي؛ والعدالة داخل الأجيال وفيما بينها؛ وترابط الحياة على كوكب الأرض؛ والقيمة الجوهرية للطبيعة والحقوق المتأصلة للأنواع والنظم الإيكولوجية.

## مجالات البرنامج
- المناخ والطاقة
- الصحة البيئية
- الناس والأراضي والموارد

## روابط خارجية
- الصفحة الرئيسية